# Sternidocinus barbarus
Sternidocinus barbarus là một loài bọ cánh cứng trong họ Cerambycidae.